# 卧代座
卧代坐是中国大陆的铁路客运形式，顾名思义，把卧铺车的卧铺当做座位使用。

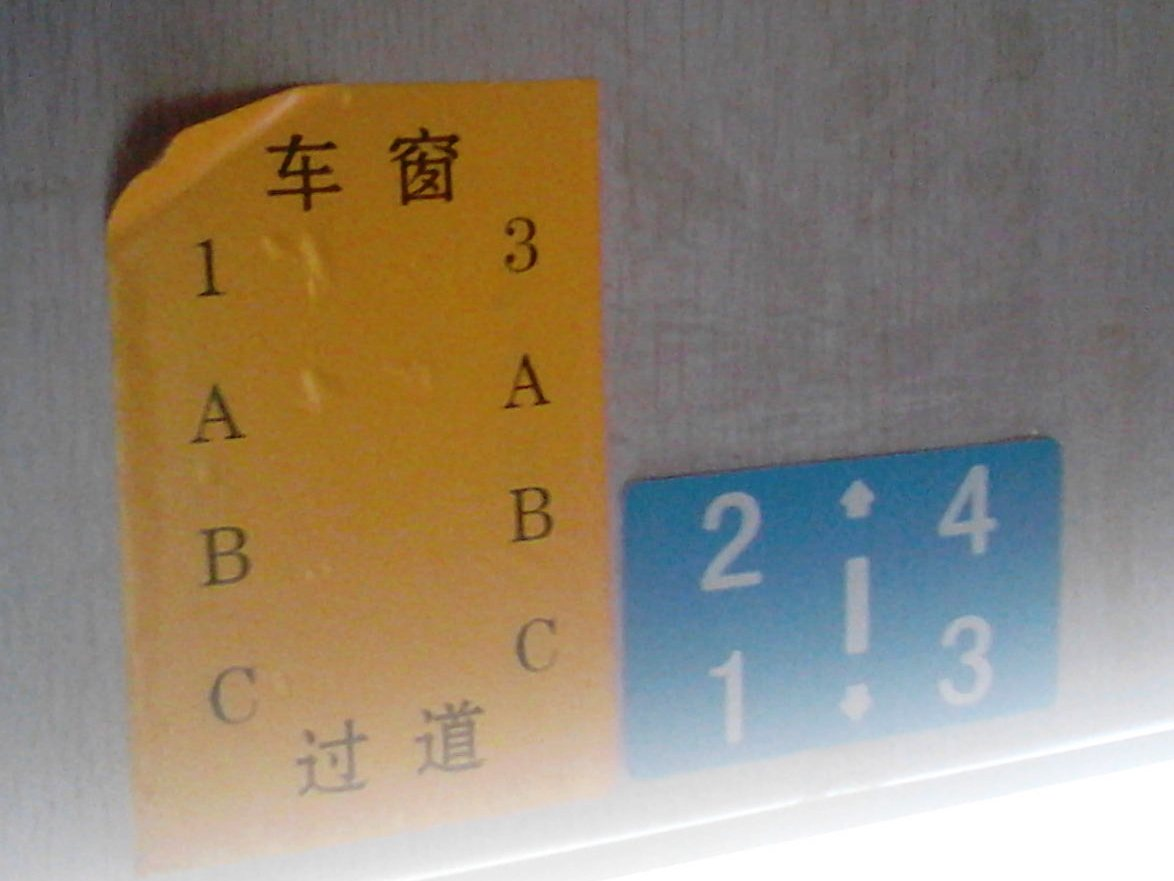
火车车厢內用来标示铺位和座位的标签，摄于北京铁路局的软卧车厢。

## 产生原因
产生的原因包括以下可能，一是铁路部门车辆调配不开。二是考虑提高车辆的利用效率，如昆明铁路局昆明客运段，K9610/K9611次列车白天从昆明开往丽江，晚上同一列车夕发朝至执行K9609/K9612次从丽江回到昆明——白天开车时硬卧车厢就可以当做硬座售票，晚上再当卧铺用。三是一些卧铺动车组软卧车票价格偏高导致上座率较低，铁路部门为避免运力闲置而将软卧席别改为二等座出售，提高上座率例如上海虹桥至成都、重庆北的卧铺动车组（以上列车自2011年9月1日与北京西至成都、重庆北的卧铺动车组同时停运）在运行时曾将部分软卧改为二等座售票。

## 操作

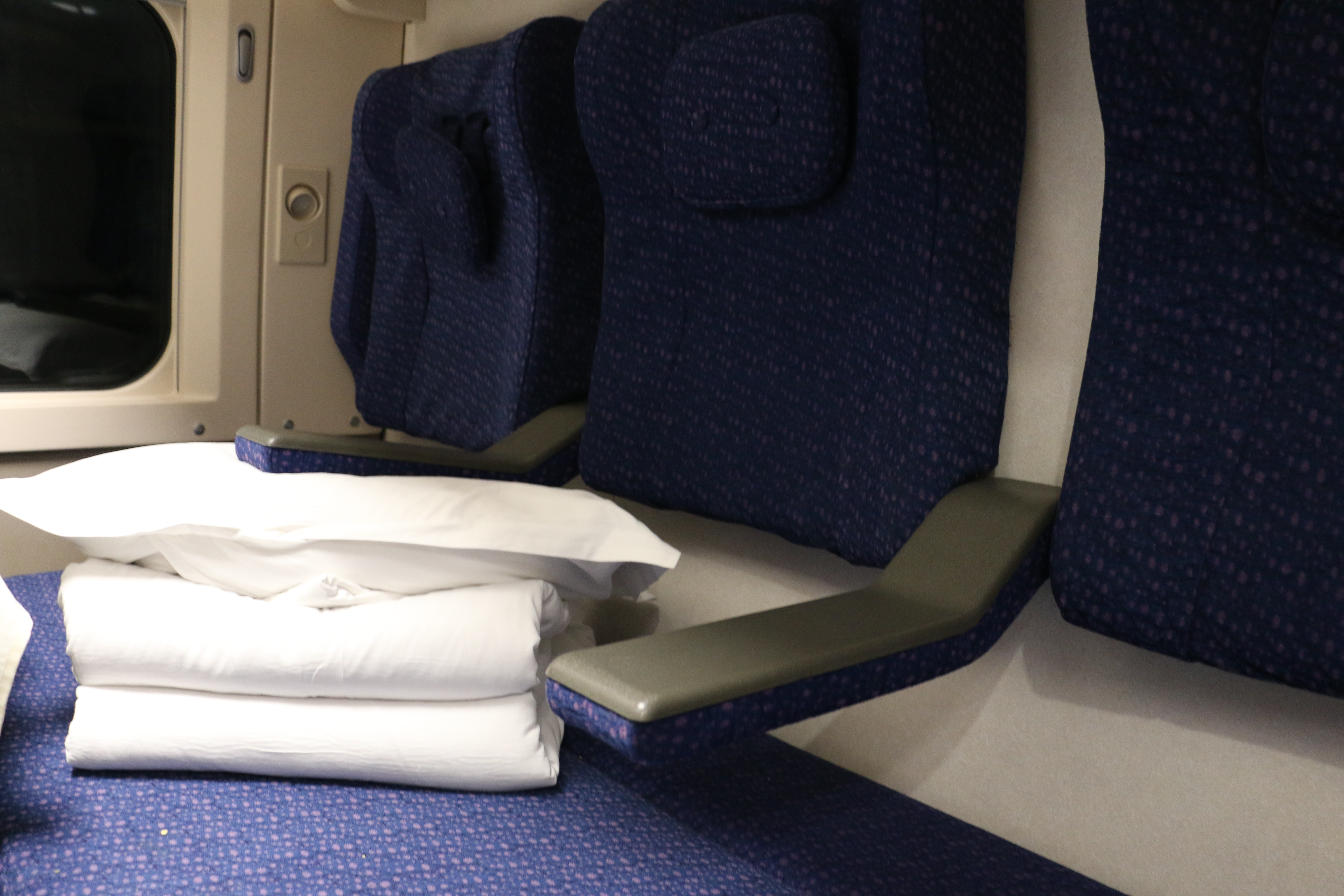
新型CRH2E卧铺车厢的坐卧两用床位

具体操作时要在车厢内加座位号标识。硬卧车代硬座时，每张下铺坐4人；软卧车代软座/軟卧代二等座时，每张下铺坐3人；硬卧车的中、上铺和软卧车的上铺作为行李架使用，大部分情況下不用作客座亦不对外售票，但有时也把硬卧中上铺、软卧上铺作卧铺售卖。
在中国新生产的卧铺动车组（如新1E、新2E等）中，特地将卧铺铺位设计为坐卧两用的功能，以适应日间套跑短途列车的需要。